# Club Deportivo Teruel
 (décembre 2018).
Si vous disposez d'ouvrages ou d'articles de référence ou si vous connaissez des sites web de qualité traitant du thème abordé ici, merci de compléter l'article en donnant les références utiles à sa vérifiabilité et en les liant à la section « Notes et références ».
Maillots
Le Club Deportivo Teruel est un club de football basé à Teruel (Communauté autonome d'Aragon, Espagne). Il est fondé en 1954.

## Histoire
Le club évolue en Segunda División B (D3) entre 1987 et 1991, puis entre 2010 et 2013, et enfin depuis 2018. Il se classe quatrième du Groupe 2 lors de la saison 1988-1989, ce qui constitue sa meilleure performance.
En 2018, le club signe un accord de partenariat avec la SD Huesca, qui vient de monter en Liga.

## Palmarès
- Champion de Tercera División (D4) : 2001, 2010 et 2018